# Castell de Montgrony
El Castell de Montgrony és un castell del municipi de Gombrèn (Ripollès) declarat bé cultural d'interès nacional. No es conserva cap resta d'aquest castell que estava situat a prop de l'església de Sant Pere de Montgrony. Segons Antoni Pladevall i Pere Roca les restes del castell les formarien un mur de tancament del Pla de Sant Pere en els punts més dèbils com ara el Malpàs o el Coll de Mancillo i la Vena.

## Història
Les primeres notícies documentals del castell es remunten als anys 885 o 887, quan el comte Guifré comprà al bisbe intrús d'Urgell, anomenat Esclua, el castell i després el donà al monestir de Sant Joan de les Abadesses. Segurament desaparegué com a fortalesa molt aviat i només quedà la parròquia com a organització civil i religiosa i les defensives passaren al castell de Blancafort que era molt proper. Des del segle X no es torna a mencionar el castell de Montgrony.